# Olof Hansson Törnflycht
Olof Hansson Törnflycht, före 1698 Törne, född den 5 april 1640 i Köping, död den 9 april 1713 i Stockholm, var en svensk affärsman. Han var far till grevarna Olof och Michaël Törnflycht samt dottern Christina Törne, gift Piper.

## Biografi
Olof Törnflycht föddes 1640 i Köping. Han var son till politiborgmästaren Hans Olofsson Törne och Christina Hising.
Törne förvärvade som grosshandlare i Stockholm en betydande förmögenhet samt blev 1683 rådman och 1694 handelsborgmästare där. Under åtskilliga riksdagar var han ledamot i borgarståndet. Åren 1697–1705 var han direktör i Tjärkompaniet, adlades 1698 och erhöll 1710 kommerseråds titel. Törnflycht var svärfar till kungliga rådet greve Carl Piper samt till riksråden Johan Lillienstedt, Arvid Horn och Johan August Meijerfeldt.
Efter honom uppkallades Borgmästartrappan på Södermalm i Stockholm. Intill trappan, på Stadsgården, ägde Olof Hansson ett stenhus.

### Egendom
Han ägde Arbottna, Berga och Näringsberga i Västerhaninge socken, samt Djursnäs, Nynäs, Rånö och Valsjö i Ösmo socken.

### Familj
Törnflycht gifte sig 5 november 1668 med Margareta Andersén (1653–1727), dotter till handlanden Tomas Andersen och Sara Nyman i Stockholm. De fick tillsammans barnen Christina Törnflycht (1673–1752), Ingrid Törnflycht (1675–1708) som var gift med vice presidenten Per Broméen och riksrådet och kanslipresidenten greve Arvid Bernhard Horn af Ekebyholm, Olof Törnflycht (1679–1679), riksrådet och presidenten Olof Törnflycht (1680–1737), Margareta Törnflycht (1682–1729) som var gift med riksrådet och presidenten Johan Lillienstedt, överståthållaren Mikael Törnflycht (1683–1738) och Anna Maria Törnflycht (1685–1715) som var gift med riksrådet och generalen greve Johan August Meijerfeldt.